# Redondo
Redondo és un municipi portuguès, situat al districte d'Évora, a la regió d'Alentejo i a la subregió de l'Alentejo Central. L'any 2004 tenia 6.990 habitants. Limita al nord amb Estremoz i Borba, a l'est amb Vila Viçosa i Alandroal, al sud-est amb Reguengos de Monsaraz i a l'oest amb Évora.

## Població
| Població del concelho de Redondo (1801 – 2004) | Població del concelho de Redondo (1801 – 2004) | Població del concelho de Redondo (1801 – 2004) | Població del concelho de Redondo (1801 – 2004) | Població del concelho de Redondo (1801 – 2004) | Població del concelho de Redondo (1801 – 2004) | Població del concelho de Redondo (1801 – 2004) | Població del concelho de Redondo (1801 – 2004) | Població del concelho de Redondo (1801 – 2004) |
| ---------------------------------------------- | ---------------------------------------------- | ---------------------------------------------- | ---------------------------------------------- | ---------------------------------------------- | ---------------------------------------------- | ---------------------------------------------- | ---------------------------------------------- | ---------------------------------------------- |
| 1801                                           | 1849                                           | 1900                                           | 1930                                           | 1960                                           | 1981                                           | 1991                                           | 2001                                           | 2004                                           |
| 4189                                           | 4991                                           | 7915                                           | 10107                                          | 11967                                          | 8444                                           | 7948                                           | 7288                                           | 6990                                           |

## Freguesies
- Montoito
- Redondo